# Golobinjek, Mirna Peč
Golobinjek je naselje v Občini Mirna Peč.